# Christine Mayer (Erziehungswissenschaftlerin)
Christine Mayer (* 18. Mai 1949 in Heidelberg) ist eine deutsche Erziehungswissenschaftlerin.

## Leben
Nach der Ausbildung für das Lehramt an beruflichen Schulen (BPH Stuttgart) und dem Studium der Erziehungswissenschaft, Soziologie und Psychologie (Marburg) war sie wissenschaftliche Mitarbeiterin in verschiedenen Forschungsprojekten an der Universität Hannover. Nach der Promotion 1986 war sie Hochschulassistentin an der Universität Hamburg. Nach der  Habilitation 1995 war sie von 2000 bis 2014 Professorin für Bildungstheorie u.b.B. der Geschlechterverhältnisse an der Universität Hamburg.
Ihre Forschungsschwerpunkte sind historische Bildungs-, Berufsbildungs- und Geschlechterforschung sowie Bildungs- und Geschlechtertheorie. Die aktuellen Forschungsbereiche beziehen sich auf den Einfluss der Geschlechteranthropologie auf das pädagogische Denken der Moderne sowie auf die Zirkulation und den Kulturtransfer pädagogischen Wissens im 18. Jahrhundert.

## Schriften (Auswahl)
- mit Helga Krüger, Ursula Rabe-Kleberg und Ilse Schütte (Hg.): Mädchen und Frauen. Beruf und Biographie. München 1984, ISBN 3-87966-206-1.
- Unterrichtsmaterialien im Berufsschulalltag. Empirische Untersuchungen über die Verwendung von Planungs- und Unterrichtshilfen. Frankfurt am Main 1988, ISBN 3-593-33952-8.
- „... und daß die staatsbürgerliche Erziehung des Mädchens mit der Erziehung zum Weibe zusammenfällt“. Kerschensteiners Konzept einer Mädchenerziehung. Zeitschrift für Pädagogik 38 (1992) 5, S. 771–791. urn:nbn:de:0111-pedocs-139782
- mit Ingrid Lohmann und Ian Grosvenor (Hg.): Children and youth at risk. Historical and international perspectives. Berlin 2009, ISBN 978-3-631-58245-9.